# Ringer-Bundesliga 2012/13
Die Ringer-Bundesliga 2012/13 war die 49. Saison in der Geschichte der Ringer-Bundesliga. Der ASV Mainz 1888 konnte sich im Finale knapp gegen den KSV Köllerbach, Vizemeister der Vorsaison, durchsetzen und wurde deutscher Mannschaftsmeister.

## Änderungen gegenüber der Vorsaison
Nach der Saison 2011/12 zogen sich der KSK Konkordia Neuss der RV Thalheim und der TSV Musberg aus der 1. Bundesliga zurück. Zudem wurde der SV Untergriesbach durch den DRB-Rechtsausschuss zurückgestuft. Der Deutsche Ringer-Bund reagierte mit einer Staffeländerung. Die Mannschaften wurden 2012/13 in eine Nord- und in eine Südstaffel eingeteilt, die die bisher bestehenden West- und Oststaffel ablösten. Beiden Staffeln wurden je acht Mannschaften zugeteilt, wodurch sich die der Kreis der teilnehmenden Mannschaften von 18 auf 16 reduzierte.
Zudem wurde die Einführung einer Zwischenrunde beschlossen, für die sich die dritt- bis sechstplatzierten Mannschaften beider Vorrunden-Staffeln qualifizierten. Die Erst- und Zweitplatzierten der Vorrunde qualifizierten sich direkt für das Viertelfinale der Play-offs.
Die Achtplatzierten beider Staffeln stiegen in die 2. Bundesliga ab.

## Vorrunde
| Legende | Legende                                   |
| ------- | ----------------------------------------- |
|         | Teilnahme an der Endrunde (Viertelfinale) |
|         | Teilnahme an der Zwischenrunde            |
|         | Rückzug zum Saisonende                    |
|         | Absteiger in die 2. Bundesliga            |
| (M)     | Meister der Vorsaison                     |
| (N)     | Aufsteiger aus der 2. Bundesliga          |

Die Wettkämpfe der Vorrunde fanden zwischen dem 1. September und dem 24. November 2012 statt.

### Staffel Nord
Die neu eingeteilte 1. Bundesliga Nord setzte sich aus vier Mannschaften der ehemaligen Staffel West, aus drei Vereinen der bisherigen Staffel Ost und aus einem Aufsteiger aus der 2. Bundesliga Nord zusammen.
Der ASV Mainz 88 wurde souverän Staffelmeister und verlor dabei lediglich seinen letzten Vorrundenkampf gegen den 1. Luckenwalder SC. Neben den Mainzern konnte sich der amtierende Vizemeister KSV Köllerbach direkt für die Endrunde qualifizieren. Die Wettkampfgemeinschaft aus Leipzig und Taucha konnte sich als Liganeuling nicht durchsetzen und musste ohne Punktgewinn den direkten Abstieg in die 2. Bundesliga hinnehmen.
| Pl. | Verein                    | K. | Kampfpkte. | Diff. | Pkte.   |
| --- | ------------------------- | -- | ---------- | ----- | ------- |
| 1.  | ASV Mainz 88              | 14 | 334:163    | +171  | 26:20   |
| 2.  | KSV Köllerbach            | 14 | 310:181    | +129  | 23:50   |
| 3.  | RWG Mömbris-Königshofen   | 14 | 331:174    | +157  | 18:10 * |
| 4.  | 1. Luckenwalder SC        | 14 | 301:227    | 0+74  | 18:10 * |
| 5.  | TKSV Bonn-Duisdorf        | 14 | 253:270    | 0−17  | 11:17   |
| 6.  | AC Lichtenfels            | 14 | 229:273    | 0−44  | 10:18   |
| 7.  | SV Luftfahrt Berlin       | 14 | 178:322    | −144  | 06:22   |
| 8.  | WKG Leipzig-Taucha ** (N) | 14 | 089:415    | −326  | 00:28   |

Der SV Luftfahrt Ringen Berlin zog sich aus wirtschaftlichen Gründen aus der 1. Bundesliga zurück und startete in der Folgesaison in der Oberliga Sachsen.

### Staffel Süd
Die neue Staffel Süd setzte sich aus vier Mannschaften der ehemaligen Staffel Ost, aus drei Vereinen der bisherigen Staffel West und aus einem Aufsteiger aus der 2. Bundesliga Süd zusammen.
In der Südgruppe konnte der Meister der Vorsaison, SV Germania Weingarten, den Staffelsieg vor dem ASV Nendingen erringen. Der Aufsteiger SV Triberg erreichte Platz sechs und damit die Zwischenrunde. Achter wurde der SV Johannis 07, was den Abstieg für die Nürnberger bedeutete.
| Pl. | Verein                     | K. | Kampfpkte. | Diff. | Pkte. |
| --- | -------------------------- | -- | ---------- | ----- | ----- |
| 1.  | SV Germania Weingarten (M) | 14 | 319:176    | +143  | 26:20 |
| 2.  | ASV Nendingen              | 14 | 343:168    | +175  | 24:40 |
| 3.  | TuS Adelhausen             | 14 | 308:207    | +101  | 20:80 |
| 4.  | KSV Aalen 05               | 14 | 249:261    | 0−12  | 13:15 |
| 5.  | SV Wacker Burghausen       | 14 | 251:259    | 0−8   | 12:16 |
| 6.  | SV Triberg (N)             | 14 | 247:270    | 0−23  | 10:18 |
| 7.  | SV Siegfried Hallbergmoos  | 14 | 189:318    | −129  | 05:23 |
| 8.  | SV Johannis 07             | 14 | 136:383    | −247  | 02:26 |

Der SV Siegfried Hallbergmoos-Goldach zog sich nach der Saison aus der 1. Bundesliga zurück. In der Folgesaison starteten die Ringer aus Oberbayern in der Bayernliga (IV. Klasse).

## Play-offs

### Zwischenrunde
Die Endrunde der Saison 2012/13 begann mit einer Zwischenrunde, in der acht Mannschaften um den Einzug ins Viertelfinale kämpften.
Die Kämpfe der Zwischenrunde fanden am 1./2. Dezember und 8./9. Dezember 2012 statt.
|                    |                         | 1. Kampf | 2. Kampf | Gesamt      |
| ------------------ | ----------------------- | -------- | -------- | ----------- |
| TKSV Bonn-Duisdorf | SV Wacker Burghausen    | 13:24    | 20:20    | 33:44 (1:3) |
| AC Lichtenfels     | TuS Adelhausen          | 11:23    | 06:26    | 17:49 (0:4) |
| KSV Aalen 05       | 1. Luckenwalder SC      | 21:13    | 13:25    | 34:38 (2:2) |
| SV Triberg         | RWG Mömbris-Königshofen | 12:26    | 10:28    | 22:54 (0:4) |

### Viertelfinale
Neben den Siegern der Zwischenrunde nahmen auch die Erst- sowie die Zweitplatzierten der Vorrunden-Staffeln am Viertelfinale teil.
Die Viertelfinalkämpfe fanden am 14./15. Dezember und 22./23. Dezember 2012 statt.
|                         |                        | 1. Kampf | 2. Kampf | Gesamt      |
| ----------------------- | ---------------------- | -------- | -------- | ----------- |
| RWG Mömbris-Königshofen | SV Germania Weingarten | 20:16    | 19:21    | 39:37 (2:2) |
| SV Wacker Burghausen    | KSV Köllerbach         | 17:20    | 15:22    | 32:42 (0:4) |
| TuS Adelhausen          | ASV Mainz 88           | 15:22    | 12:25    | 27:47 (0:4) |
| 1. Luckenwalder SC      | ASV Nendingen          | 10:32    | 12:26    | 22:58 (0:4) |

### Halbfinale
Die Halbfinalkämpfe fanden am 5. Januar und am 12. Januar 2013 statt.
|                |                         | 1. Kampf | 2. Kampf | Gesamt      |
| -------------- | ----------------------- | -------- | -------- | ----------- |
| KSV Köllerbach | RWG Mömbris-Königshofen | 19:15    | 17:17    | 36:32 (3:1) |
| ASV Nendingen  | ASV Mainz 88            | 20:19    | 18:20    | 38:39 (2:2) |

### Finale
Die Finalkämpfe fanden am 20. Januar und 26. Januar 2013 statt. Der Hinkampf, der vor über 3000 Zuschauern in einem Großzelt auf dem Hechtsheimer Messegelände in Mainz ausgetragen wurde, konnte vom ASV Mainz mit 22:14 gewonnen werden. Im Rückkampf siegte der KSV Athletik Einigkeit Köllerbach mit 22:15 vor knapp 3000 Zuschauern in der Saarbrücker Saarlandhalle. Damit gewann der ASV Mainz 1888 im Gesamtergebnis (37:36) mit einem Punkt Vorsprung zum dritten Mal in seiner Geschichte die deutsche Mannschaftsmeisterschaft im Ringen.
|              |                | 1. Kampf | 2. Kampf | Gesamt |
| ------------ | -------------- | -------- | -------- | ------ |
| ASV Mainz 88 | KSV Köllerbach | 22:14    | 15:22    | 37:36  |

## Die Meistermannschaft
Der Meister ASV Mainz 88 trat im Finale 2012/13 mit folgender Mannschaft an:
Mihran Jaburyan, Tahir Zaidov, Mahmut Bayoglu, Mevlüt Arik, George Bucur, Dawid Karecinski, Kiril Terziev, Ilyas Magamadov, Pascal Eisele, Davyd Bichinashvili, Saban Karatas, William Harth, Daigoro Timoncini, Coskun Efe